# Lars Stenbäck
Lars Jacob Stenbäck, född 26 oktober 1811 i Kuortane, död 21 april 1870 i Storkyro, var en finländsk skolman, präst och skald.

## Biografi
Stenbäck blev student 1827 vid Katedralskolan i Åbo och vistades efter några år i Helsingfors 1830–1832 i Uppsala för att studera estetik och konsthistoria. Efter återkomsten till Helsingfors blev han och några andra studenter 1834 på grund av en konflikt med universitetsmyndigheterna relegerade från universitetet på ett halvt år. Denna tid tillbringade Stenbäck i Vörå, där hans far var kyrkoherde. Han genomgick en religiös väckelse och var en ivrig pietist då han återupptog sina studier. Vid det laget hade han redan etablerat sig som diktare, bland annat med Vandringsminnen, några dikter från tiden i Uppsala. Han blev filosofie kandidat 1837, filosofie magister 1840, teologie kandidat 1843 och teologie licentiat 1845.
Den pietistiska livsförnekelsen ledde småningom till att Stenbäck nästan helt tystnade som skald, eftersom han på grund av sin religiösa övertygelse (som även förde honom in i en skarp polemik med Johan Ludvig Runeberg) betraktade poesin som religionens fiende. Han redigerade 1839–1841 Evangeliskt Veckoblad, ett organ som försvarade pietismen och kritiserade rationalismen; tidningen förbjöds 1841 av myndigheterna. 
Sin pedagogiska karriär inledde Stenbäck 1846 som rektor för högre elementarskolan i Vasa, där han blev mycket uppskattad. År 1855 flyttade Stenbäck till Helsingfors för att överta professuren i pedagogik, som han emellertid redan följande år lämnade av hälsoskäl. Han tillträdde nu kyrkoherdetjänsten i Storkyro, där han, alltmer bruten av sin sjukdom (tuberkulos), stannade till sin död. I de stridigheter som flammade upp bland pietisterna tog Stenbäck inte del; tvärtom närmade han sig mot slutet av sitt liv Johann Tobias Becks biblicism. 
Lyrikern Stenbäck var en formens mästare; han tål en jämförelse med sin samtids litterära storheter. Som helhet betraktad utmärks hans diktning av en stark kontrast mellan nattsvart mörker och strålande ljus, något som avspeglar den svåra inre kamp han hade att genomkämpa. Stenbäck utsågs 1853 till ledamot av psalmbokskommittén och deltog med stor iver i dess arbete. Han utgav 1866 ett eget psalmboksförslag. Hans Dikter utkom i tre upplagor (1840, 1850 och 1868).

## Psalmer
- Den natten, då jag förråddes
- För Jesu milda ögon
- Guds barn jag är översatt Finns på Wikisource.
- När den arma jordens tid förgår Finns på Wikisource.
- O vad salighet Gud vill skänka översatt